# Thrinoxethus lamprus
Thrinoxethus lamprus är en mångfotingart som beskrevs av Chamberlin 1941. Thrinoxethus lamprus ingår i släktet Thrinoxethus och familjen Aphelidesmidae. Inga underarter finns listade i Catalogue of Life.